# Torre de Beyazit

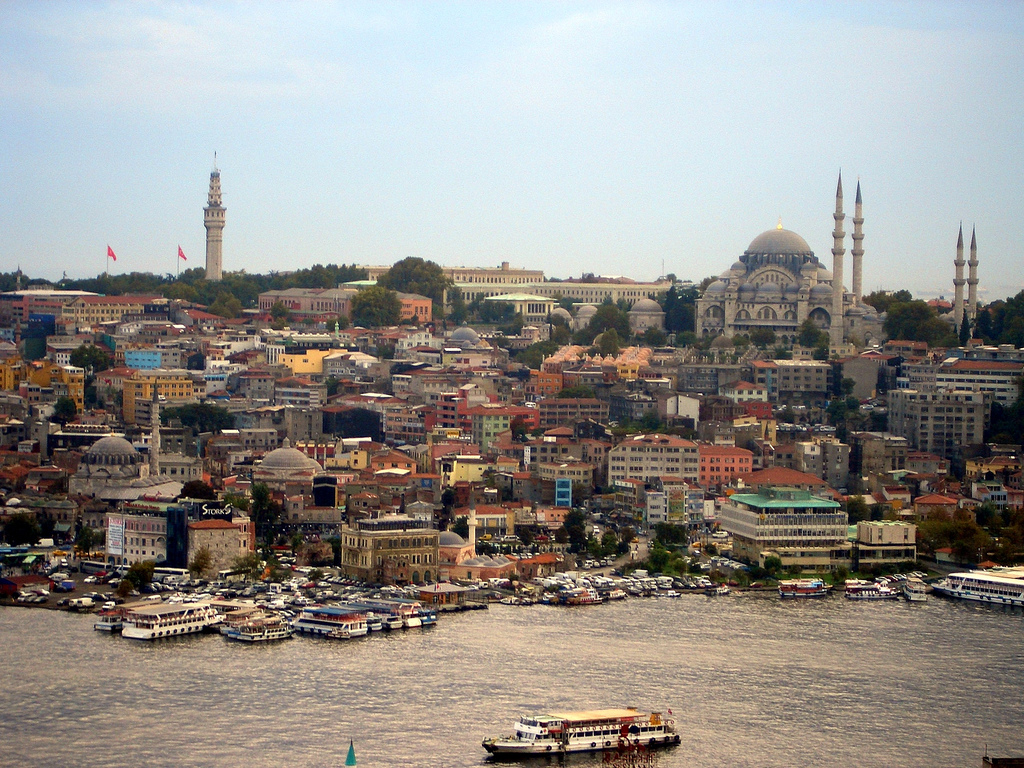
Vista del barri d'Eminönü i del vessant cap al Corn d'Or del districte de Fatih. La Torre de Beyazit hi apareix damunt, a l'esquerra, i la gran mesquita de la dreta n'és la de Solimà

La Torre de Beyazit, també anomenada Torre Serasker,[1] és una torre amb 85 metres d'alçada situada en l'àrea homònima d'Istambul, a Turquia. Construïda com a torre de guaita d'incendis al cim d'un dels set pujols de la part històrica, és un dels punts de referència de l'horitzó de la península històrica d'Istambul.
La torre s'alça als jardins del campus principal de la Universitat d'Istambul, que en el passat era la seu del Ministeri de Guerra de l'Imperi Otomà, junt al que en el període romà era el Fòrum de Teodosi (o Forum Tauri; Fòrum Taurí), en el que és ara la plaça de Beyazit, on es troba un altre dels punts de referència d'aquella part de la ciutat, la Mesquita de Beyazit. La torre actual la construí al 1828 Senaquirim Balian, un dels membres de la família d'arquitectes armenis otomans Balian, però abans n'hi hagué altres torres al mateix indret.
Actualment la torre està equipada amb un sistema d'il·luminació que indica les condicions meteorològiques amb colors.(2)

## Història
La primera torre de guaita a Beyazit es construí en fusta el 1749, però fou destruïda durant el gran incendi de Cibali de 1756. Va ser substituïda poc després per una altra torre de fusta, la qual també fou destruïda durant els motins provocats per l'ordre d'extinció dels geníssers emesa el 1826 pel soldà Mahmut II. Aquest any es tornà a edificar una altra torre de fusta al mateix indret, dissenyada i construïda per l'arquitecte armeni de la cort Krikor Balian. Aquesta torre també la destruïren els partidaris dels geníssers. Finalment, al 1828 es va edificar la torre actual, en pedra i en estil barroc otomà, sota la direcció de Senaquirim Balian.
Originàriament la torre de pedra tenia un sol pis i prop de 50 m² al cim, el qual era accessible per una escala de fusta de 180 esglaons. La sala de guaita té 13 finestres amb arc redó. El sostre originari era de fusta i tenia forma de con. El 1849 s'hi afegiren tres pisos de planta octogonal amb finestres redones en la secció superior. El diàmetre menor del pis superior obri espai a una terrassa al segon pis. El 1889 s'aixecà al sostre un post de ferro de tretze metres. La torre es va danyar en el terratrèmol de 1889, i fou restaurada després. Ara la torre té sostre de pedra i una escala de fusta de 256 graons.
El foc era un gran perill a Istambul i va causar molts desastres, sobretot perquè la major part de les cases de la zona antiga de la ciutat eren de fusta. Les torre de Beyazit, de Gàlata i d'İcadiy (aquesta al turó de Vaniköy, a la part asiàtica d'Istambul) s'empraven per a detectar amenaces d'incendi, doncs es podien observar grans distàncies. Tota la part antiga de la ciutat (Yedikule, Topkapı, Kocamustafapaşa, Fatih, Beyazit), gran part dels barris del Corn d'Or (Fener, Balat, Eminönü) i del Bòsfor (Tophan, Beşiktaş, Ortaköy), l'entrada de la mar de Màrmara (Üsküdar, Kadıköy) i fins les Illes dels Prínceps, al sud-est de la ciutat, es poden veure des de la Torre de Beyazit.
L'alarma de foc s'assenyalava durant el dia amb la suspensió de cistelles i a la nit amb làmpades de colors. El nombre de cistelles o el nombre i colors de les làmpades indicaven la localització, és a dir, el barri on el foc s'havia detectat. La torre de guaita d'İcadiye, al costat anatoli (asiàtic, oriental) del Bòsfor, feia llavors set trets de canó per informar la població del foc. Fins al 1923, hi havia a la Torre de Beyazit vint bombers. El 1997 la torre fou restaurada.
La torre s'usa encara hui com a torre de guaita i a la nit assenyala la previsió meteorològica i informa sobre la navegació a la Banya d'Or, malgrat haver perdut gran part de la seua importància en aquestes funcions amb el desenvolupament de les tecnologies de comunicació. Actualment hi ha a la torre dos bombers en tres torns, però només tenen la funció de guardar-la. Des del 1972 cal una autorització especial per a entrar a la torre.